# Åkermynta
Åkermynta (Mentha arvensis L.) är en flerårig kransblommig ört.

## Beskrivning
Åkermynta har en krypande jordstam med långa underjordiska utlöpare. Den bildar därför stora bestånd. På vissa platser i Sverige så tätt att den anses vara ett ogräs.
Stjälken blir upp till fyra dm hög. Bladen sitter parvis motsatta på stjälken och är rundat elliptiska och i kanterna grovt sågade. De sitter på ett kort skaft. Bladen är 65 mm långa och 20 mm breda längst ned på stjälken. De blir efter hand mindre och mindre högre upp.
Blommar i juli – augusti med blekvioletta, ibland nästan vita eller rosa blommor, som sitter i täta kransar i bladvecken, aldrig i stjälkens topp. En enskild blomma är 3–4 mm tvärsöver.
Fodret är hårigt med korta flikar och med fem otydliga nerver. Blomkronan är hårig på utsidan. Blommans fyra ståndare är utskjutande. Frukten är två-rummig.
Kromosomtal 2n = 72. Mentha canadensis, som sägs vara synonym, har annat ursprung, vilket förklarar avvikande kromosomtal 2n = 98.

## Habitat
Cirkumpolärt i tempererade delar av Europa, västra och centrala delar av Asien, österut till Himalaya och östra Sibirien samt i Nordamerika.

### Utbredning
- Norden  (Inklusive Mentha austriaca (Jacq.) Briq., Mentha lapponica Wahlenb. och Mentha palustris Moench.)
  - I Lule lappmark upp till ca 420 m ö h.
  - I södra Norge upp till ca 700 m ö h.

Saknas längst i norr.
- Norra halvklotet 
  - Gränslinjer inlagda för Menta arvensis subsp. arvensis och Mentha arvensis subsp. piperascens Malinv. ex L.H.Bailey [1]

## Biotop
Fuktiga platser (diken och stränder), kulturmark.

## Etymologi
- Släktnamnet Mentha syftar på den grekiska mytologin, där nymfen Minte förvandlade sig till en mynta, när hon blev uppvaktad av guden Pluton.
- Artepitetet arvensis härleds från latin arvum = åker.

## Användning
Från bladen kan en lättflyktig olja med behaglig doft utvinnas med vattenångdestillation. Förr användes den som kramplösande, nerv- och magstärkande läkemedel. Sades underlätta blodflödet. Utvärtes användes oljan som kylande medel. Kyleffekten orsakas fysiskt av oljans snabba avdunstning.
Oljan består till 42 % av alkoholer, (huvudsakligen mentol, som är starkt antiseptiskt, mögelhindrande och bakteriedödande; därav de medicinska egenskaperna). Resten är diverse flavonoider och garvämnen.
Bladen är ätbara, och kan användas för att ge smak åt grönsallader och andra rätter. Används ofta på det sättet i Polen och Bosnien.

## Underarter[2]
- Mentha agrestis var. subrotunda Schur ex Heinr.Braun, 1890
- Mentha argutissima var. recedens Heinr.Braun, 1890
- Mentha argutissima var. subpilosa Topitz, 1896
- Mentha arvensis f. arvensis
- Mentha arvensis subsp. arvensis
- Mentha arvensis var. arvensis
- Mentha arvensis f. adrophylloides Topitz
- Mentha arvensis subsp. agrestis (Sole) Briq.
- Mentha arvensis var. agrestis (Sole) Sm., 1800
- Mentha arvensis f. albensis Topitz
- Mentha arvensis var. allionii (Boreau) Baker, 1865
- Mentha arvensis f. alverniensis Topitz
- Mentha arvensis f. ambleodonta Topitz
- Mentha arvensis var. angustifolia (Schreb.) Rouy, 1909
- Mentha arvensis var. approximata Wirtg., 1855
- Mentha arvensis var. araiodonta Topitz, 1913
- Mentha arvensis var. argutissima (Borbás & Heinr.Braun) Topitz, 1913
- Mentha arvensis f. arvensis
- Mentha arvensis var. arvensis
- Mentha arvensis subsp. austriaca (Jacq.) Briq.
- Mentha arvensis var. austriaca (Jacq.) Briq., 1894
- Mentha arvensis var. axioprepa Briq., 1894
- Mentha arvensis var. badensis (C.C.Gmel.) Briq., 1894
- (Mentha arvensis var. beckeriana Rouy, 1909) Basionym, ej synonym
- (Mentha arvensis var. borealis (Michx.) Kuntze, 1891 nom. superfl.) Omklassad till Mentha canadensis L., 1753
- (Mentha arvensis subsp. borealis (Michx.) Roy L.Taylor & MacBryde, 1978) Omklassad till Mentha canadensis L., 1753
- Mentha arvensis f. borsodensis Topitz, 1917
- Mentha arvensis f. bracteoligera Topitz, 1914
- Mentha arvensis var. brevidens J.Fraser, 1927
- (Mentha arvensis f. brevipilosa S.R.Stewart, 1944) Omklassad till Mentha canadensis L.
- Mentha arvensis var. campeomischos Topitz, 1914
- Mentha arvensis f. campicola (Heinr.Braun) Topitz
- Mentha arvensis f. campylocormos Topitz
- Mentha arvensis f. confertidens Topitz
- Mentha arvensis var. crispa Benth., 1833
- Mentha arvensis var. cryptodonta Topitz, 1913
- Mentha arvensis var. cuneifolia Lej. & Courtois, 1831
- Mentha arvensis f. cuneisecta Topitz
- Mentha arvensis var. cyrtodonta Topitz
- Mentha arvensis f. deflexa (Dumort.) Topitz
- Mentha arvensis var. diaphana Briq., 1894
- Mentha arvensis f. diffusa (Lej.) Topitz
- Mentha arvensis var. diffusa (Lej.) Rchb.. 1832
- Mentha arvensis var. distans (Heinr.Braun ex Formánek) Heinr.Braun, 1890
- Mentha arvensis f. divaricata Topitz
- Mentha arvensis f. divergens Topitz
- Mentha arvensis f. dolichophylla (Borbás ex Topitz) Topitz
- Mentha arvensis f. domita Heinr.Braun ex Topitz
- Mentha arvensis var. domita (Heinr.Braun ex Topitz) Topitz, 1916
- Mentha arvensis var. dubia Schreb. ex Strail, 1864
- Mentha arvensis var. duftschmidii Topitz, 1913
- Mentha arvensis f. durolleana Topitz
- Mentha arvensis var. foliicoma (Opiz ex Déségl.) Topitz, 1913
- Mentha arvensis subsp. fontana (Weihe, ex Strail) Nyman, 1890
- Mentha arvensis var. fontana (Weihe ex Strail) Topitz, 1913
- Mentha arvensis f. gallica Topitz
- Mentha arvensis f. garonnensis Topitz
- Mentha arvensis var. ginsiensis (Heinr.Braun ex Trautm.) Soó
- Mentha arvensis var. glabriuscula W.D.J.Koch, 1837
- Mentha arvensis subsp. haplocalyx (Briq.) Briq., 1896
- Mentha arvensis var. hillebrandtii (Ortmann ex Malinv.) Briq., 1896
- Mentha arvensis f. hirticalyx Heinr.Braun ex Topitz
- Mentha arvensis var. hispidula Soó
- Mentha arvensis f. holubyana Topitz
- Mentha arvensis var. hostii (Boreau) Rouy, 1909
- Mentha arvensis f. hymenophylla Topitz
- Mentha arvensis var. illecebrosa Briq., 1894
- Mentha arvensis var. lamprophyllos (Borbás ex Heinr.Braun) Soó
- Mentha arvensis var. lanceolata Becker, 1827
- Mentha arvensis f. lanceolata (Becker) Topitz
- Mentha arvensis subsp. lapponica (Wahlenb.) Nyman, 1881
- Mentha arvensis f. licaensis Topitz
- Mentha arvensis f. losarvensis Topitz
- Mentha arvensis f. lucorum Topitz
- Mentha arvensis f. macrodonta Topitz
- Mentha arvensis var. major Lej. & Courtois, 1831
- Mentha arvensis var. marrubiastrum F.W.Schultz, 1855
- Mentha arvensis var. melanochroa Briq., 1891
- Mentha arvensis var. minor Becker, 1827
- Mentha arvensis  var. multiflora (Host) Nyman, 1890
- Mentha arvensis f. mutabilis Topitz
- Mentha arvensis f. neesiana Topitz
- Mentha arvensis var. nobilis Topitz, 1913
- Mentha arvensis f. nummularia (Schreb.) Topitz
- Mentha arvensis f. obtusidentata Topitz
- Mentha arvensis var. obtusifolia Lej. & Courtois
- Mentha arvensis f. ocymoides Topitz
- Mentha arvensis f. olynthodos Topitz
- Mentha arvensis f. pacheri Topitz
- Mentha arvensis f. pacheriana Topitz
- Mentha arvensis var. palitzensis Topitz, 1913
- Mentha arvensis f. palustris Topitz
- Mentha arvensis subsp. palustris (Moench) Neumann
- Mentha arvensis subsp. parietariifolia (Becker) Briq., 1828
- Mentha arvensis var. parietariifolia Becker, 1827
- Mentha arvensis var. parviflora Boenn., 1824
- Mentha arvensis var. pascuorum Topitz, 1913
- Mentha arvensis f. pastoritia Topitz
- Mentha arvensis var. pegaia Topitz, 1913
- Mentha arvensis f. plagensis Topitz
- Mentha arvensis var. polymorpha (Host) Soó, 1966
- Mentha arvensis var. praeclara (Topitz) Topitz, 1913
- Mentha arvensis var. praecox (Sole) Sm., 1800
- Mentha arvensis f. procumbens (Thuill.) Topitz, 1827
- Mentha arvensis var. procumbens Becker, 1827
- Mentha arvensis f. pseudoagrestis Topitz
- Mentha arvensis f. pulegiformis (Heinr.Braun) Topitz
- Mentha arvensis var. radicans Boenn., 1824
- Mentha arvensis f. regularis Topitz, 1828
- Mentha arvensis var. riparia Fr.
- Mentha arvensis var. rubra Benth., 1833
- Mentha arvensis var. sabranskyi Topitz, 1913
- Mentha arvensis f. salebrosa (Boreau) Topitz
- Mentha arvensis var. salicetorum (Vincze von BorbásBorbás) Soó
- Mentha arvensis f. savensis Topitz
- Mentha arvensis f. serpentina Topitz
- Mentha arvensis f. setigera Topitz
- Mentha arvensis var. silvicola Topitz, 1913
- Mentha arvensis var. simplex Timb.-Lagr., 1860
- Mentha arvensis var. slichoviensis (Opiz) Topitz, 1913
- Mentha arvensis f. sphenophylla Topitz
- Mentha arvensis var. stenodonta (Borbás) Soó
- Mentha arvensis f. styriaca Topitz
- Mentha arvensis f. subarguta Topitz
- Mentha arvensis var. subcordata Rouy, 1909
- Mentha arvensis f. subrotunda (Schur ex Heinr.Braun) Topitz
- Mentha arvensis f. suecica Topitz
- Mentha arvensis f. sylvatica (Host) Topitz
- Mentha arvensis subsp. sylvatica (Host) Briq., 1889
- Mentha arvensis var. sylvatica (Host) Briq., 1896
- Mentha arvensis f. tenuifolia Topitz
- Mentha arvensis var. varians (Host) Topitz, 1913
- Mentha arvensis f. vicearvensis Topitz
- Mentha austriaca var. salicetorum Borbás
- Mentha fontana var. brevibracteata Topitz, 1896
- Mentha fontana var. conferta Topitz, 1896
- Mentha hostii var. arvina Topitz, 1896
- Mentha lanceolata var. sublanata Heinr.Braun, 1890
- Mentha lapponica subsp. parietariifolia (Becker ex Strail) Neuman, 1901
- Mentha lata var. agraria Heinr.Braun, 1890
- Mentha multiflora var. serpentina Topitz, 1896
- Mentha palustris var. reflexifolia Strail, 1864
- Mentha parietariifolia var. ginsiensis Heinr.Braun ex Trautm.
- Mentha procumbens var. ehrhartiana (Lej. & Courtois) Heinr.Braun, 1890
- Mentha procumbens var. rigida (Strail) Heinr.Braun, 1890
- Mentha procumbens var. ruralis (Pérard) Heinr.Braun, 1890
- Mentha procumbens var. salebrosa (Boreau) Heinr.Braun, 1890
- Mentha procumbens var. segetalis (Opiz) Heinr.Braun, 1890
- Mentha procumbens var. uliginosa Heinr.Braun, 1890
- Mentha pulchella var. approximata Heinr.Braun, 1890
- Mentha slichoviensis var. campicola (Heinr.Braun) Heinr.Braun, 1890
- Mentha slichoviensis var. fossicola (Heinr.Braun) Heinr.Braun, 1890
- Mentha sparsiflora var. paschorum Topitz, 1896

## Synonymer[2]
- Calamintha arvensis Lam.
- Calamintha arvensis (L.) Garsault, 1764 nom. inval.
- Calamintha arvensis Lam., 1779
- Mentha agrestis Sole, 1798
- Mentha agrestis Hegetschw., 1899 nom. illeg.
- Mentha agrestis Raf., 1840 nom. illeg.
- Mentha albae-carolinae Heinr.Braun, 1898
- Mentha alberti Sennen, 1927
- Mentha allionii Boreau, 1857 (Basionym)
- Mentha angustifolia Host, 1831
- Mentha angustifolia Schreb., 1811 (Basionym)
- Mentha anomala Hérib., 1880
- Mentha approximata (Wirtg.) Strail, 1887 Homotyp
- Mentha arenaria Topitz, 1896
- Mentha arguta Opiz, 1824
- Mentha argutissima Borbás & Heinr.Braun, 1886
  - (Homotyp Basionym, ej synonym)
- Mentha arvensihirsuta Wirtg., 1855
- Mentha arvensis var. acuta Rchb., 1857
- Mentha arvensis f. adrophylloides Topitz, 1913
- Mentha arvensis subsp. agrestis (Sole) Briq., 1889
- Mentha arvensis var. agrestis (Sole) Sm., 1800
- Mentha arvensis f. albensis Topitz, 1917
- Mentha arvensis f. albiflora J.Fraser, 1927
- (Mentha arvensis f. albiflora Rouleau, 1944, nom. illeg.) Omklassad till Mentha canadensis L., 1753
- Mentha arvensis var. allionii (Boreau) Baker, 1865
- Mentha arvensis f. alverniensis Topitz, 1913
- Mentha arvensis f. ambleodonta Topitz, 1914
- Mentha arvensis f. angustifolia J.Fraser, 1927 nom. illeg.
- Mentha arvensis var. angustifolia (Schreb.) Rouy, 1909
- Mentha arvensis var. approximata Wirtg., 1864 (Basionym)
- Mentha arvensis var. aquatica Wimm. & Grab., 1829
- (Mentha arvensis var. aquatica N.Coleman, 1874, nom. illeg.) Omklassad till Mentha canadensis L., 1753
- Mentha arvensis var. araiodonta Topitz, 1913
- Mentha arvensis var. argutissima (Borbás & Heinr.Braun) Topitz, 1913
- Mentha arvensis subsp. austriaca (Jacq.) Briq., 1891
- Mentha arvensis var. austriaca (Jacq.) Hartm., 1820
- Mentha arvensis var. axioprepa Briq., 1894
- Mentha arvensis f. badensis-obtusifolia Briq., 1903
- Mentha arvensis var. badensis (C.C.Gmel.) Briq., 1894
- Mentha arvensis f. badensis-parietariifolia Briq., 1903
- Mentha arvensis f. badensis-praecox Briq., 1903
- (Mentha arvensis var. barbata (Nakai) W.Lee, 1996) Omklassad till Mentha canadensis
- Mentha arvensis var. beckeriana Rouy, 1909
- (Mentha arvensis subsp. borealis (Michx.) Roy L.Taylor & MacBryde, 1978) Homotyp Omklassad till Mentha canadensis
- Mentha arvensis var. borealis (Michx.) Kuntze, 1891 nom. superfl.
- (Mentha arvensis var. borealis (Michx.) Kuntze, 1891), nom. superfl.) Homotyp Omklassad till Mentha canadensis
- Mentha arvensis f. borsodensis Topitz, 1917
- Mentha arvensis f. bracteoligera Topitz, 1914
- Mentha arvensis var. brevidens J.Fraser, 1927
- (Mentha arvensis f. brevipilosa S.R.Stewart, 1944) Omklassad till Mentha canadensis
- Mentha arvensis var. caespitosa Boenn., 1824
- Mentha arvensis var. campeomischos Topitz, 1914
- Mentha arvensis var. campestris Schur, 1866
- Mentha arvensis f. campicola (Heinr.Braun) Topitz, 1914 Homotyp Basionym, ej synonym
- Mentha arvensis f. campylocormos Topitz, 1913* (Mentha arvensis f. chinensis Debeaux, 1876) Omklassad till Mentha canadensis
- (Mentha arvensis subsp. canadensis (L.) H.Hara, 1956)
  - Homotyp Omklassad till Mentha canadensis
- (Mentha arvensis var. canadensis (L.) Kuntze, 1891) Homotyp Omklassad till Mentha cnadensis
- Mentha arvensis f. chinensis Debeaux, 1876
- Mentha arvensis f. confertidens Topitz, 1913
- Mentha arvensis var. crispa Benth., 1833
- Mentha arvensis var. cryptodonta Topitz, 1913
- Mentha arvensis var. cuneifolia Lej. & Courtois, 1831
- Mentha arvensis f. cuneisecta Topitz, 1914
- Mentha arvensis var. cyrtodonta Topitz, 1913
- Mentha arvensis var. decipiens Still, 1936
- Mentha arvensis var. deflexa (Dumort.) Nyman, 1890
- (Mentha arvensis f. deflexa (Dumort.) Topitz, 1913) Homotyp, Basionym, ej synonym
- Mentha arvensis var. diaphana Briq., 1894
- Mentha arvensis f. diffusa (Lej.) Topitz, 1913
- Mentha arvensis var. diffusa (Lej.) Rchb., 1832
- Mentha arvensis var. distans (Hawkeswood) Heinr.Braun, 1890
- Mentha arvensis f. divaricata Topitz, (1916) 1917
- Mentha arvensis f. divergens Topitz, 1913
- Mentha arvensis f. dolichophylla (Borbás ex Topitz) Topitz, (1916) 1917
  - Homotyp Mentha arvensis subf. dolichophylla Borbás ex Topitz, 1914 Basionym, ej synonym
- Mentha arvensis f. domita Heinr.Braun ex Topitz, 1914
  - Homotyp Basionym, ej synonym
- Mentha arvensis var. domita (Heinr.Braun ex Topitz) Topitz, (1916) 1917
- Mentha arvensis var. dubia Schreb. ex Strail, 1864
- Mentha arvensis var. duftschmidii Topitz, 1913
- Mentha arvensis f. durolleana Topitz, 1913
- Mentha exigua All., 1785 nom. illeg.
  - Homotyp Basionym, ej synonym
- Mentha arvensis var. exigua Strail, 1864
- Mentha arvensis var. foliicoma (Opiz ex Déségl.) Topitz, 1913
- Mentha arvensis subsp. fontana (Weihe ex Strail) Nyman, 1890
- Mentha arvensis var. fontana (Weihe ex Strail) Topitz, 1913
- Mentha arvensis f. gallica Topitz, 1913
  - Homotyp Basionym, ej synonym
- Mentha arvensis f. garonnensis Topitz, 1913
  - Homotyp Mentha arvensis var. gentiliformis Wirtg., 1855 Basionym, ej synonym
- Mentha arvensis f. gentilis (Sm.) Regel, 1861
- Mentha arvensis var. gentilis Sm., 1800
- Mentha arvensis var. ginsiensis (Heinr.Braun ex Trautm.) Soó, 1966
  - Homotyp Mentha arvensis var. glaberrima W.D.J.Koch, 1837 nom. superfl.
  - Homotyp (Mentha arvensis var. glabra Benth., 1833) Basionym, ej synonym. Omklassad till Mentha canadensis
- (Mentha arvensis f. glabra (Benth.) S.R.Stewart, 1944) Omklassad till Menthe canadensis
  - Homotyp (Mentha arvensis f. glabrata (Benth.) S.R.Stewart, 1944) Omklassad till Mentha canadensis
  - Homotyp (Mentha arvensis var. glabrata (Benth.) Fernald, 1908) Omklassad till Mentha canadensis
- Mentha arvensis var. glabrescens K.Koch ex Gren., 1869
- Mentha arvensis var. glabrior Ducros, 1829
- Mentha arvensis var. glabriuscula W.D.J.Koch, 1837
- Mentha arvensis f. gnaphaliflora (Borbás & Heinr.Braun) Topitz, 1913
- Mentha arvensis f. gracilis Wimm. & Heinrich Emanuel GrabowskiGrab., 1829
- Mentha arvensis var. gracilis G.Mey., 1836 nom. illeg.
- Mentha arvensis var. gracilis (Sole) Nyman, 1890 nom. illeg.
- Mentha arvensis var. grossidentata Vollm., 1909
- (Mentha arvensis var. haplocalyx (Briq.) Briq., 1894) Omklassad till Mentha canadensis L.
  - Homotyp Mentha haplocalyx Briq., 1889 Basionym ej synonym
  - Homotyp (Mentha arvensis subsp. haplocalyx (Briq.) Briq., 1896) Omklassad till Menthe canadensis L.
- (Mentha arvensis subsp. haplocalyx (Briq.) Briq., 1896) Omklassad till Mentha canadensis L.
- Mentha arvensis var. hillebrandtii (Ortmann ex Malinv.) Briq., 1896
  - Homotyp Mentha hillebrandtii Ortmann ex Malinv., 1879 Basionym, ej synonym
- Mentha arvensis var. hirsuta K.Koch ex Gren., 1869
- Mentha arvensis var. hirsutior Ducros, 1829
- Mentha arvensis f. hirticalyx Heinr.Braun ex Topitz, 1914
- Mentha arvensis f. hirtipes J.Fraser, 1927
- Mentha arvensis var. hispidula Soó, 1966
  - Homotyp Mentha hispidula Borbás, 1890 nom. illeg. Basionym. ej synonym
- Mentha arvensis f. holubyana Topitz, 1917
- Mentha arvensis var. hostii (Boreau) Rouy, 1909
  - Homotyp Mentha hostii Boreau, 1857 Basionym, ej synonym
- Mentha arvensis f. hymenophylla Topitz, 1913 Basionym, ej synonym
- Mentha arvensis var. illecebrosa Briq., 1894
- (Mentha arvensis var. javanica (Blume) Hook.f., 1885) Omklassad till Mentha canadensis L., där den ej är synonym, utan basionym: Mentha javanica Blume, 1826
  - Homotyp Mentha arvensis var. kitaibeliana (Heinr.Braun ex Haring) Soó, 1966 Ej synonym, utan basionym: Mentha kitaibeliana Heinr.Braun ex  Haring, 1888
- Mentha arvensis  f. kolozsvariensis Trautm., 1942

- Mentha arvensis var. polymorpha (Host) Soó, 1966 Homotyp Basionym, ej synonym
- Mentha arvensis subsp. praecox (Sole) Vollm., 1909 Homotyp
- Mentha arvensis var. praecox (Sole) Sm., 1800 Homotyp
- Mentha arvensis var. simplex Klett & Richt., 1830) nom. superfl.
- Mentha arvensis var. villosa (Benth.) S.R.Stewart, 1944) nom. illeg. Homotyp
- Mentha arvicola Pérard, 1878
- Mentha atrovirens Host, 1831
- Mentha austriaca Jacq., 1778
- Mentha austriaca var. genuina Heinr.Braun, 1886, not validly publ.
- Mentha badensis C.C.Gmel., 1806 (Homotyp, Basionym), ej synonym
- Mentha badensis (C.C.Gmel.) Briq., 1894
- Mentha badensis J.Fellm. ex Ledeb., 1849 nom. illeg.
- Mentha baguetiana Strail, 1887
- Mentha barbata Opiz ex Déségl., 1882
- (Mentha borealis Michx., 1803) Homotypic Omklassad till Mentha canadensis
- Mentha bracteolata Opiz ex Déségl., 1882
- Mentha campestris Schur, 1866
- Mentha campicola Heinr.Braun, 1890 Homotyp Basionym, ej synonym
- Mentha canadensis
Britton & A.Br. non L., 1753
- Mentha canadensis L., 1753 Homotyp
- (Mentha canadensis var. villosa Benth., 1833 Homotypnot validly publ.) Homotyp Omklassad till Mentha Canadensis
- Mentha collina Topitz. 1895
- Mentha cuneifolia (Lej. & Courtois) Domin, 1935 Homotyp
- Mentha deflexa Dumort., 1827 Homotyp
- Mentha densiflora Opiz, 1852
- Mentha densifoliata Strail, 1887
- Mentha diffusa Lej., 1825 Homotyp Basionym, ej synonym
- Mentha dissitiflora Sennen, 1927
- Mentha distans Hawkeswood, 1887 Homotyp Basionym, ej synonym
- Mentha distans Heinr.Braun ex Formánek, 1887
- Mentha divaricata Host, 1831 Homotyp nom. illeg.
- Mentha divaricata Lag. ex Benth., 1833
- Mentha divergens Topitz, 1896
- Mentha diversifolia Dumort., 1829
- Mentha dubia Schreb. non Chaix ex Vill., 1787
- Mentha dubia Schleich. ex Suter, 1802 nom. illeg.
- Mentha duffourii Sennen, 1927
- Mentha duftschmidii Topitz, 1896
- Mentha duftschmidii (Topitz) Trautm., 1825
- Mentha duftschmidii (Topitz) Trautm., 1925 Homotyp
- Mentha dumosa Pérard, 1878
- Mentha ehrhartiana Lej. & Courtois, 1831
- Mentha exigua L., 1756
- Mentha exigua Lucé, 1823 nom. illeg.
- Mentha flagellifera Schur, 1866
- Mentha flagellifera Borbás ex Heinr.Braun, 1890
- Mentha flexuosa Strail, 1787
- Mentha florida Tausch ex Heinr.Braun, 1890
- Mentha fluviatilis Pérard, 1878
- Mentha fochii Sennen, 1927
- Mentha foliicoma Opiz ex Déségl., 1882 Homotyp Basionym, ej synonym
- Mentha fontana Weihe ex Strail, 1879 Homotyp Basionym, ej synonym
- Mentha fontqueri Sennen, 1927
- Mentha fossicola Heinr.Braun, 1890
- Mentha gallica (Topitz) Domin, 1935
- Mentha gentiliformis Strail, 1887
- Mentha gentilis Georgi, 1800 nom. illeg.
- Mentha gentilis L., 1753
- Mentha gentilis Forssk., 1775
- Mentha gentilis Sm., 1800
- Mentha gintliana Opiz ex Déségl.
- Mentha gintliana Opiz ex Heinr.Braun, 1890
- Mentha glabrior Rydb., 1909
- Mentha gracilescens Opiz ex Strail, 1887
- Mentha graveolens Opiz, 1852
- Mentha graveolens C.Presl, 1826
- Mentha hakka Siebold, 1830
- (Mentha haplocalyx var. barbata Nakai, 1921) Homotyp Omklassad till Mentha canadensis L, 1753
- Mentha hillebrandtii Ortmann ex Malinv., 1879
- Mentha hispidula Borbás non Boreau, 1853
- Mentha hispidula Borbás, 1857 nom. illeg.
- Mentha hispidula Poepp. ex Benth., 1848
- Mentha hostii Boreau, 1857
- Mentha intermedia Bluff & Fingerh., 1825
- Mentha intermedia Nees ex Bluff & Fingerh., 1825 nom. illeg.
- Mentha intermedia Opiz, 1826
- Mentha intermedia Host, 1831
- Mentha intermedia Krock., 1823
- Mentha jahniana Heinr.Braun & Topitz, 1896
- Mentha joffrei Sennen, 1927
- Mentha kitaibeliana Heinr.Braun ex Haring, 1888
- Mentha lamiifolia Host, 1831
- Mentha lamprophyllos Borbás ex Heinr.Braun
- Mentha lanceolata Opiz, 1823
- Mentha lanceolata Benth., 1833
- Mentha lanceolata (Becker) Heinr.Braun, 1890 nom. illeg.
- Mentha lapponica Wahlenb., 1812
- Mentha lata Opiz ex Déségl., 1882
- Mentha late-ovata Strail, 1887
- Mentha latifolia Host, 1831
- Mentha latifolia Nolte ex Hornem., 1832
- Mentha latissima Schur, 1886
- Mentha latissima Strail, 1887
- Mentha laxa Host, 1831
- Mentha longibracteata Heinr.Braun, 1890
- Mentha maculata Host, 1831
- Mentha marrubiastrum (F.W.Schultz) Heinr.Braun, 1890
- Mentha marrubiastrum F.Schultz ex Nyman, 1881
- Mentha melissifolia Host, 1831
- Mentha minor Opiz ex Déségl., 1882
- Mentha moenchii Pérard, 1878
- Mentha mosana Lej. & Courtois, 1831
- Mentha multiflora Host, 1831
- Mentha mutabilis (Topitz) Domin, 1935
- Mentha marrubiastrum F.W.Schulz
- Mentha marrubiastrum (F.W. Schultz) Heinr. Braun, 1890
- Mentha marrubiastrum F.Schultz ex Nyman, 1881
- Mentha moenchii Pérard, 1878
- Mentha multiflora Host, 1831
- Mentha nemorosa Host, 1831 nom. illeg.
- Mentha nemorosa Willd., 1800
- Mentha nemorum Boreau, 1857
- Mentha nessiana Opiz, 1833
- Mentha neesiana Opiz ex Rochel, 1838
- Mentha neesiana Opiz ex Steud., 1841
- Mentha nobilis Weihe ex Fingerh., 1835
- Mentha numularia Schreb., 1811
- Mentha obtusata Opiz, 1825
- Mentha obtusodentata (Topitz) Domin, 1835
- Mentha ocymoides Host, 1931 nom. illeg.
- Mentha odorata Sole, 1798
- Mentha odorata Opiz ex Déségl., 1882 nom. illeg.
- Mentha origanifolia Host, 1831 nom. illeg.
- Mentha origanifolia J.F.Gmel., 1792
- Mentha ovata Schur, 1866
- Mentha ovata Cav., 1797
- Mentha palatina F.W.Schultz, 1856
- Mentha palitzensis Topitz, 1911
- Mentha paludosa Nees ex Bluff & Fingerh., 1825 nom. illeg.
- Mentha paludosa Sole, 1798
- Mentha palustris Moench nom. illeg.
- Mentha palustris auct. [3]
- Mentha parietariifolia Becker ex Strail, 1887
- Mentha parietariifolia (Becker) Boreau
- Mentha parietariifolia (Becker ex Strail) Wender., 1846
- Mentha parietariifolia Steud., 1841
- Mentha parietariifolia Beck. ex Strail, 1887
- Mentha parietariifolia var. ginsiensis Heinr.Braun ex Trautm. 1925 Homotyp Basionym, ej synonym
- Mentha parvifolia Opiz, 1825
- Mentha parvifolia Schur, 1866
- Mentha parvula Topitz, 1911
- Mentha pascuorum Trautm., 1925
- Mentha pascuorum (Topitz) Trautm., 1925
- Mentha pastoris Sennen, 1927
- Mentha penardii Rydb., 1906
- Mentha piersiana Borbás, 1890
- Mentha pilosa Spreng., 1816
- Mentha pilosa Spreng. ex Wallr., 1815
- Mentha pilosella Pérard, 1878
- Mentha plagensis Topitz, 1896
- Mentha plicata Opiz, 1824
- Mentha plicata Nees ex Malinv., 1879
- Mentha plicata Lej. & Courtois
- (Mentha polymorpha Host, 1831) Homotyp: Basionym, ej synonym
- Mentha praecox Sole, 1798 Homotyp Basionym, ej synonym
- Mentha praticola Opiz, 1852
- Mentha praticola Opiz ex Déségl., 1882
- Mentha procumbens Thuill., 1799
- Mentha prostrata Host, 1831
- Mentha pulchella Host, 1831
- Mentha pulegiformis Heinr.Braun, 1890
- Mentha pumila Host, 1831  nom. illeg.
- Mentha rigida Strail, 1887
- Mentha rothii Nees ex Bluff & Fingerh., 1825
- Mentha rotundata Opiz, 1824
- Mentha ruderalis Topitz, 1896
- Mentha ruralis Pérard, 1878
- Mentha salebrosa Boreau, 1857
- Mentha sativa Roxb., 1814 nom. illeg.
- Mentha sativa L., 1763
- Mentha sativa Roxb., 1814
- Mentha sativa Sm., 1800
- Mentha × sativa var. gracilis Becker, 1827, nom. superfl.
- Mentha schreberi Pérard, 1878
- Mentha scribae F.W.Schultz, 1873
- Mentha scrophulariifolia Lej. & Courtois, 1831
- Mentha slichoviensis var. campicola (Heinr.Braun) Heinr.Braun, 1890 Homotyp
- Mentha segetalis Opiz, 1853
- Mentha silvicola Heinr.Braun, 1890 nom. illeg.
- Mentha silvicola Pérard, 1878
- Mentha simplex Host, 1831
- Mentha slichoviensis Opiz, 1852
- Mentha slichoviensis Opiz ex Déségl., 1882
- Mentha sparsiflora Heinr.Braun, 1887
- Mentha subcollina Topitz, 1911
- Mentha subcordata Colla ex Lamotte, 1881
- Mentha subcordata Callay
- Mentha subfontanea Topitz, 1896
- Mentha subinodora Schur, 1866
- Mentha sylvatica Host, 1831
- Mentha tenuicaulis Strail, 1887
- Mentha tenuifolia Host, 1831 nom. illeg.
- Mentha thayana Heinr.Braun, 1890
- Mentha uliginosa Strail, 1887 nom. illeg.
- Mentha uliginosa Salisb., 1796, nom. illeg.
- Mentha uliginosa Pérard, 1878
- Mentha vanhaesendonckii Strail, 1887
- Mentha varians Host, 1831
- Mentha verisimilis Strail, 1887
- Mentha versannii Gand., 1880
- Mentha viridula Host, 1831

## Hybrider[2][4]
- Mentha × brachystachya var. stenodonta Borbás
- Mentha × gentilis L., pro spec. & Hyl., 1965
- Mentha × gentilis var. acutifolia (Sm.) W.D.J.Koch
- Mentha × gentilis var. agardhiana (Fr.) Nyman
- Mentha × gentilis f. beckeriana  (Heinr.Braun) Topitz, 1913
- Mentha × gentilis var. cacosma Topitz, 1913
- Mentha × gentilis subsp. cardiaca (J.Gerard ex Baker) Briq.
- Mentha × gentilis var. ciliata Briq., 1896
- Mentha × gentilis var. crispa (Benth.) W.D.J.Koch, 1844
- Mentha × gentilis var. cuneifolia Lej. & Courtois, 1811
- Mentha × gentilis var. elliptica (Lej.) Briq., 1896
- Mentha × gentilis var. friesii Briq., 1894
- Mentha × gentilis f. geniata Topitz, 1914
- Mentha × gentilis var. gracilis (Sole) Briq., 1844
- Mentha × gentilis var. grata (Host) Briq., 1895
- Mentha × gentilis f. gratiosa Topitz, 1914
- Mentha × gentilis f. hackenbruckii Topitz, 1914
- Mentha × gentilis var. heleogeton (Heinr.Braun) Topitz, 1913
- Mentha × gentilis f. hercynica Topitz, 1914
- Mentha × gentilis var. hortensis (Tausch ex W.D.J.Koch) Nyman, 1881
- Mentha × gentilis var. kmetiana (Heinr.Braun) Topitz, 1913
- Mentha × gentilis var. legitima Lej. & Courtois, 1831
- Mentha × gentilis f. nemoricola Topitz, 1914
- Mentha × gentilis var. ovata Lej. & Courtois, 1811
- Mentha × gentilis subsp. pauliana (F.W.Schultz) Briq., 1859
- Mentha × gentilis subsp. pratensis (Sole) Briq., 1889
- Mentha × var. pratensis (Sole) Nyman, 1881
- Mentha × gentilis f. pseudorubra Topitz, 1913
- Mentha × gentilis var. pugetii (Pérard) Nyman, 1890
- Mentha × gentilis var. reichenbachii Briq., 1894
- Mentha × gentilis var. resinosa (Opiz) Topitz, 1913
- Mentha × gentilis subsp. rubra Nyman, 1881
- Mentha × gentilis f. scandica Topitz, 1914
- Mentha × gentilis var. schierliana Topitz, 1914
- Mentha × gentilis var. stricta (Becker ex Rchb.) Topitz, 1913
- Mentha × gentilis f. variegata Moldenke, 1947 nom. illeg.
- Mentha × gentilis var. variegata (Sole) Sm., 1800
- Mentha × gentilis nothovar. veronensis Lebeau, 1974
- Mentha × gentilis var. vesana Lej. & Courtois, 1831
- (Mentha × gnaphaliflora Borbás & Heinr.Braun, 1889) Homotyp Synonym till Mentha × dalmatica Tausch, 1828
  - Föräldrar: Mentha arvensis och Mentha longifolia
- Mentha × kerneri f. acutifolia (Sm.) Topitz
- Mentha × kerneri var. gnaphaliflora (Borbás & Heinr.Braun) Topitz, (1916) 1917 Homotyp Basionym, beskriven i Mentha × dalmatica Tausch, 1828
  - Föräldrar: Mentha arvensis och Mentha longifolia
- Mentha × sativa subsp. acutifolia (Sm.) Briq., 1889
- Mentha × sativa var. flexuosa Becker, 1827
- Mentha × sativa var. gracilis (Jacq.) Becker, 1827
- Mentha x sativa subsp. humifusa (Jord. ex Boreau, 1887
- Mentha x sativa subsp. parietariifolia Becker ex Strail
- Mentha x sativa subsp. procumbens Thuill., 1887
- Mentha × sativa var. subrotundifolia (Schreb.) Becker, 1827
- Mentha × verticillata subsp. acutifolia (Sm.) Briq., 1891
- Mentha × verticillata var. acutifolia (Sm.) Heinr.Braun, 1890
- Mentha × verticillata var. arguta (Opiz) Rouy, 1909
- Mentha × verticillata var. moenchiana (Moench) Rouy, 1909
- Mentha × verticillata var. obtusata (Opiz) Rouy, 1909
- Mentha × verticillata var. origanifolia (Host) Rouy, 1909
- Mentha × verticillata f. rothii (Nees ex Bluff & Fingerh.) Topitz, 1913

## Bilder

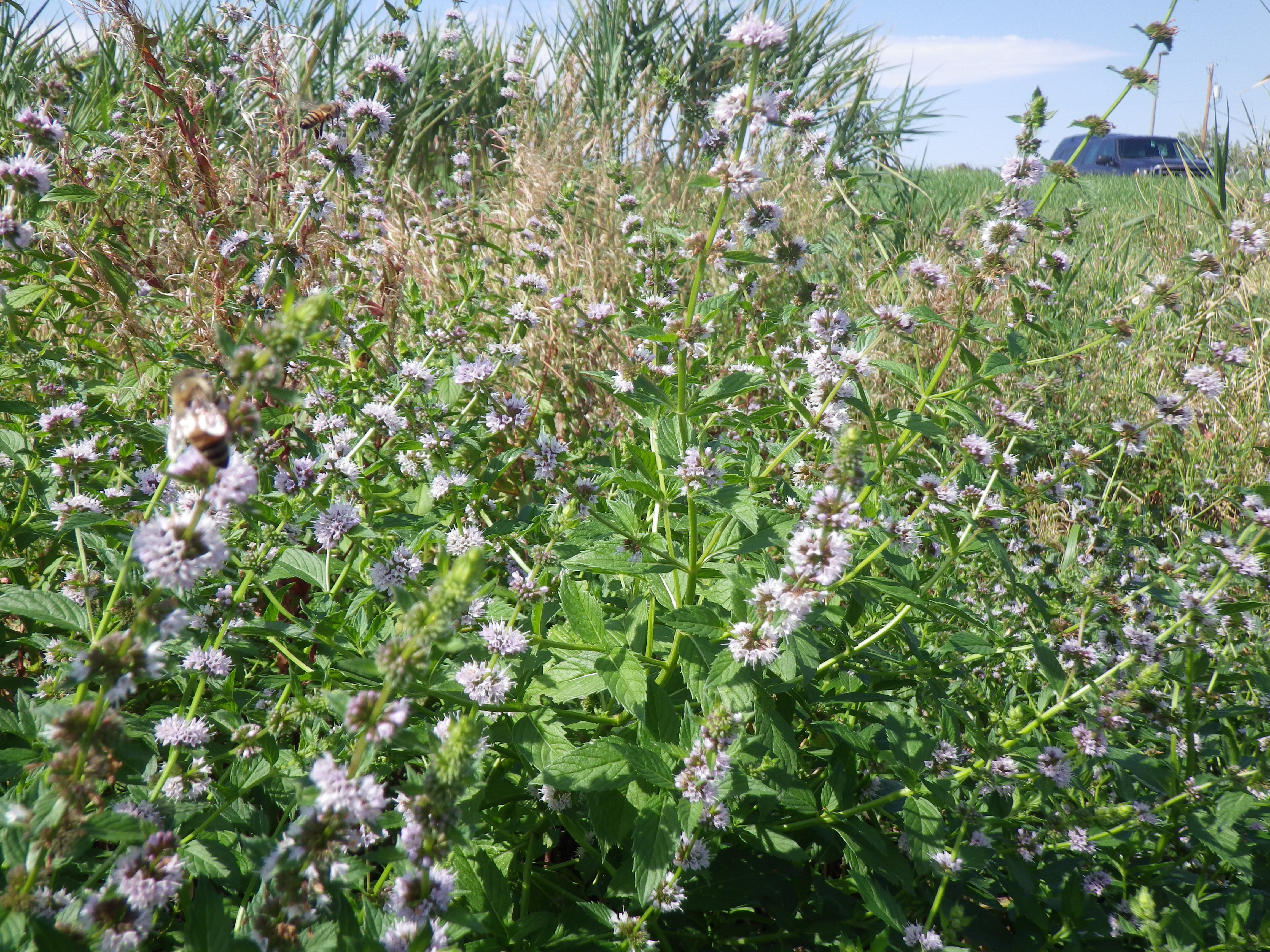
Habitat.
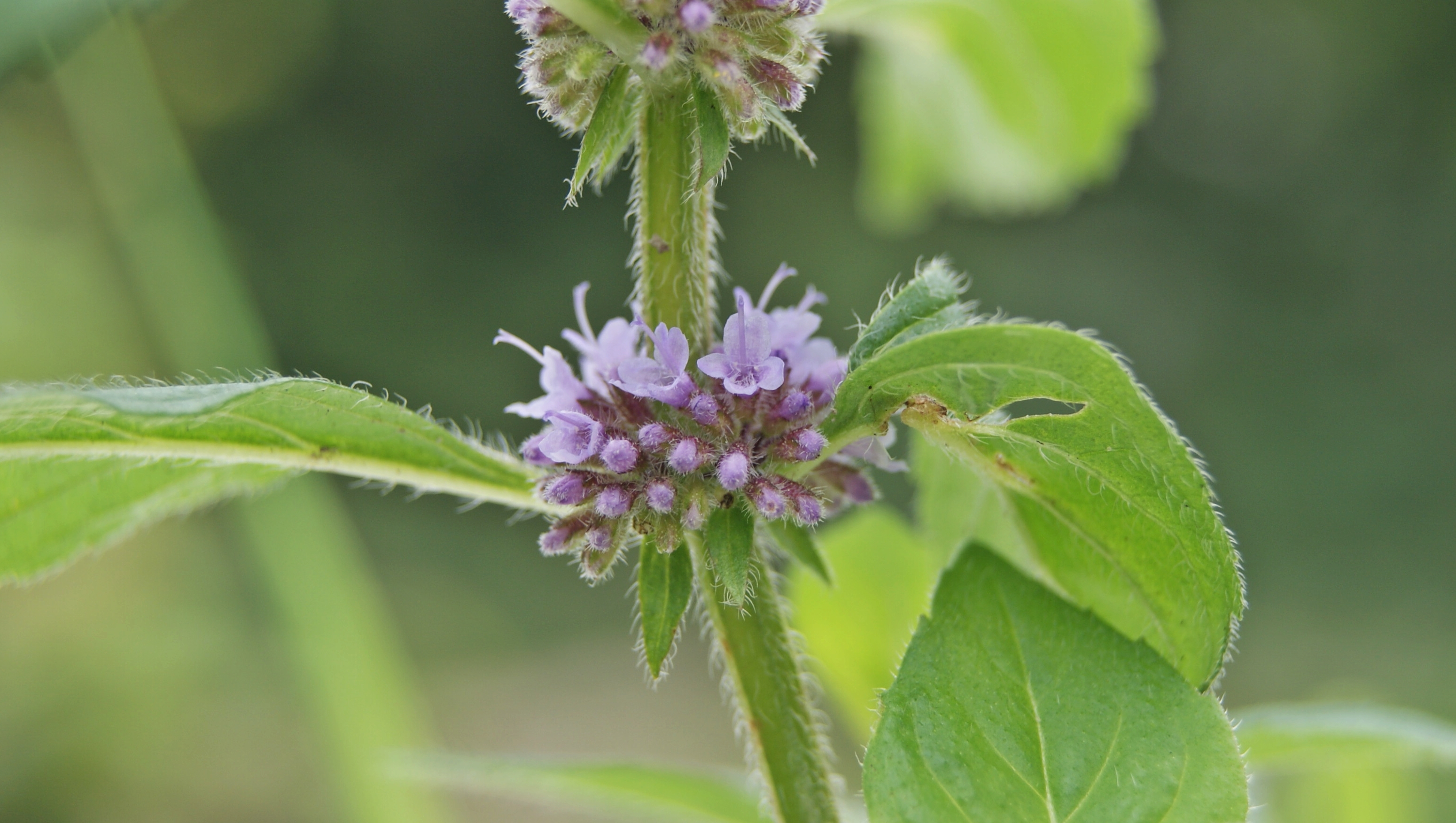
Både blad och stjälk är håriga.
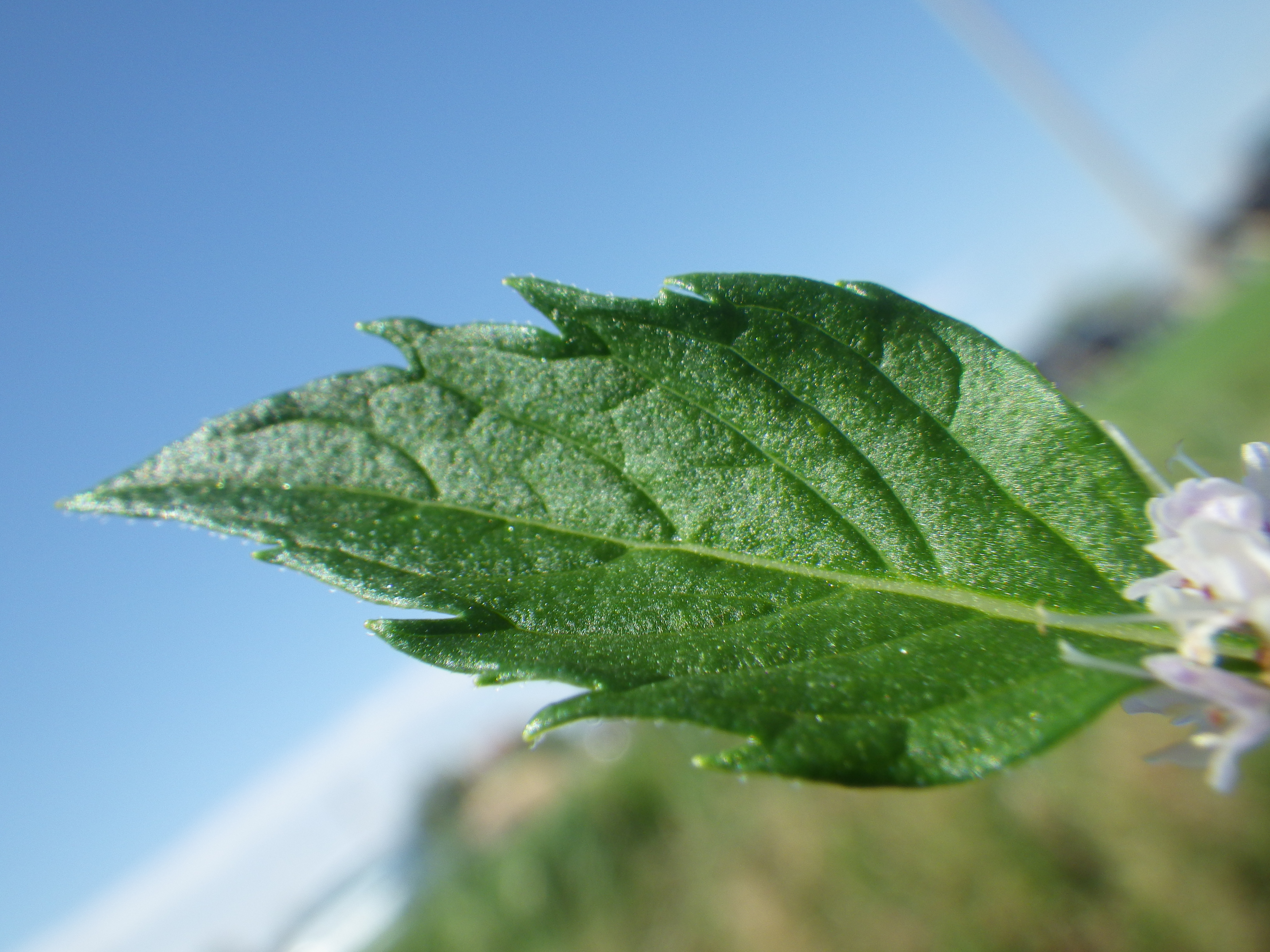
Nerverna syns tydligt på undersidan av ett blad.
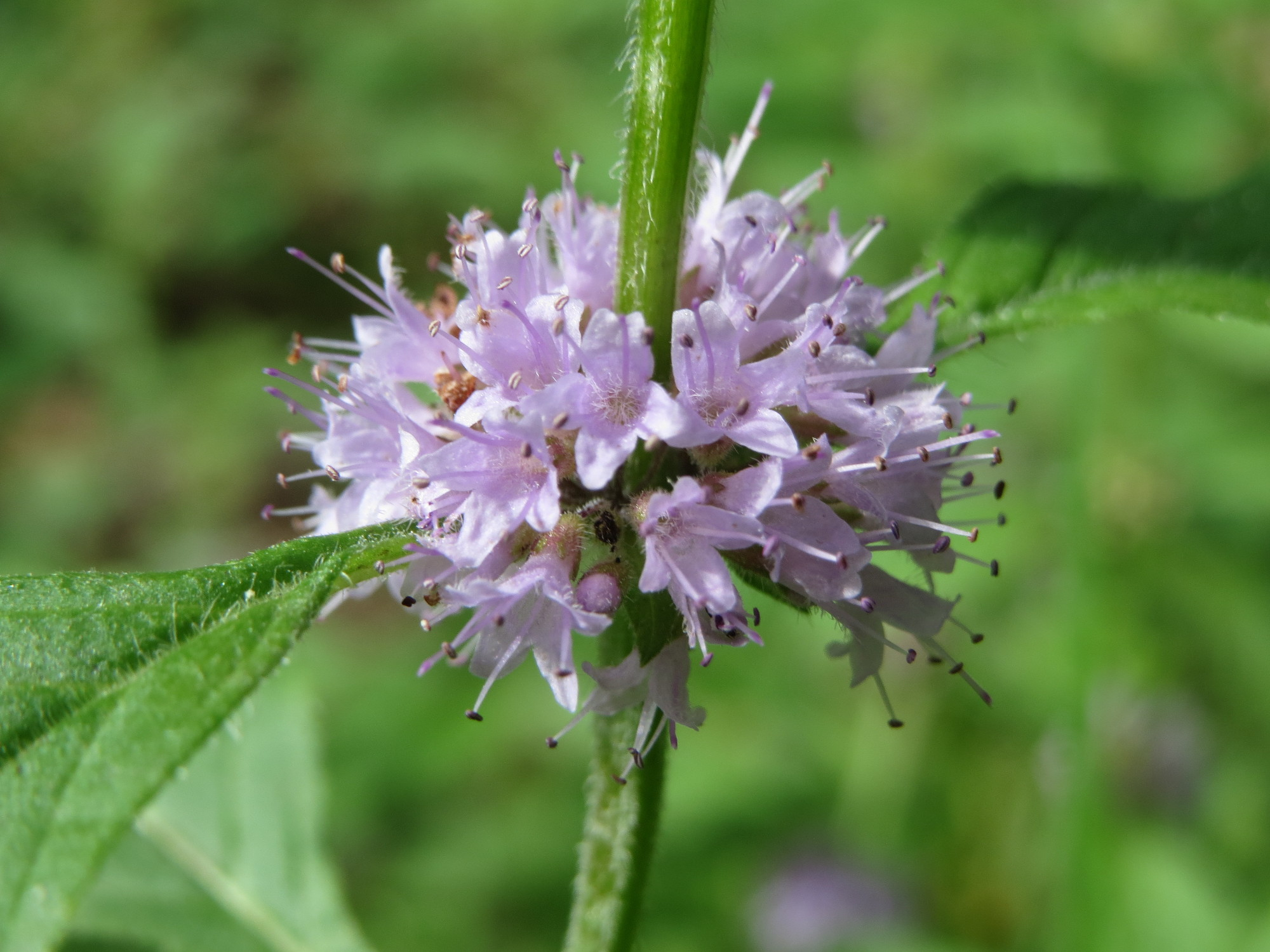
Blommorna sitter i en krans runt stjälken. Syn för sägen: Tillhör ju familjen Kransblommiga växter.
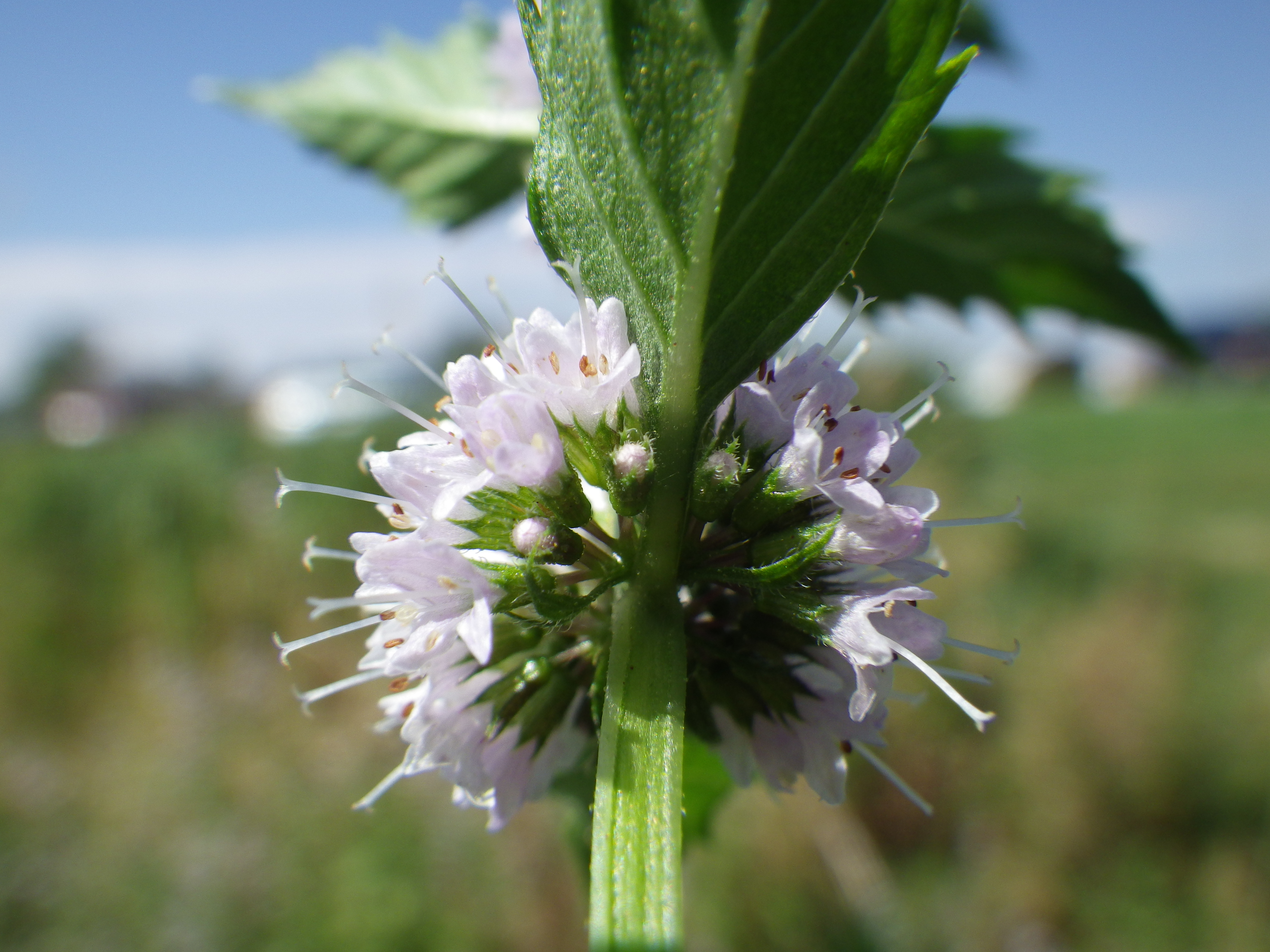
Här syns tydligt att ståndarna är utskjutande.
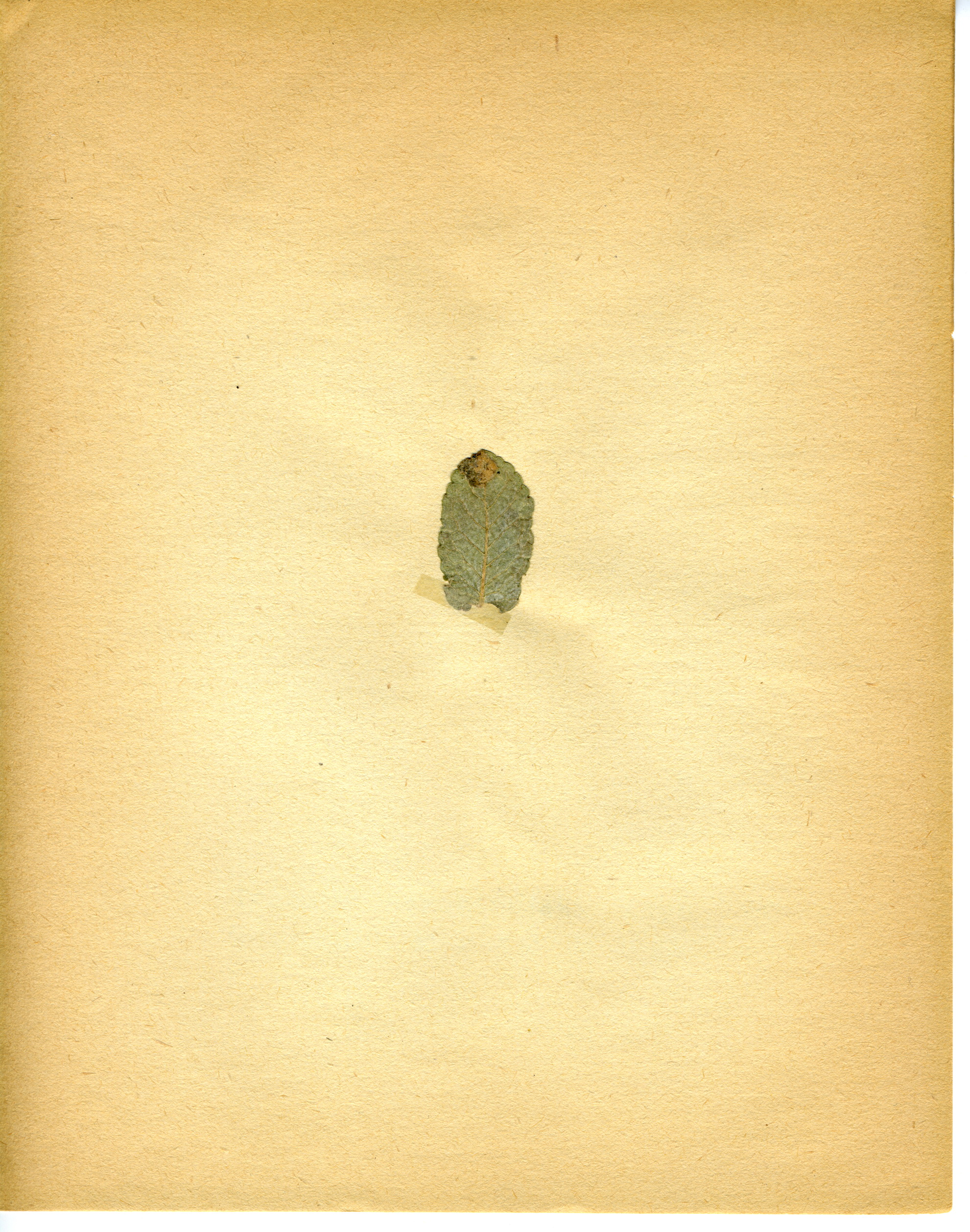
Blad angripet av skalbaggen Trachys scrobiculata (Buprestidae). Vänsterklicka 2 ggr på bilden, så syns angreppet bättre.
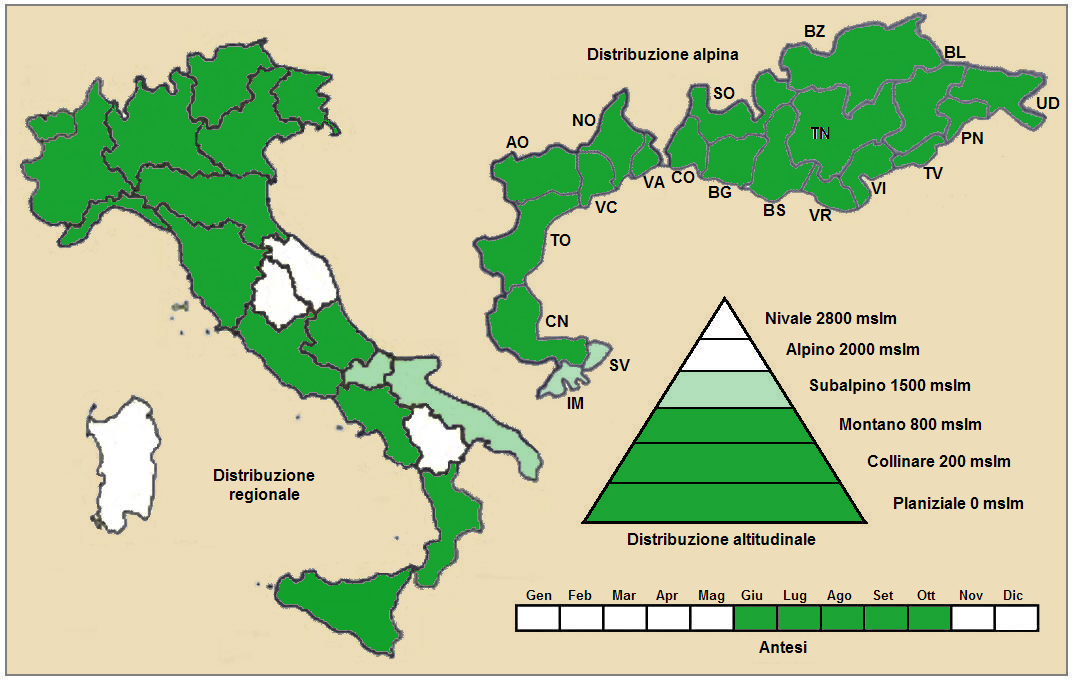
Utbredning i Italien. Till höger förstoring av alpregionen. Bigrammen är förkortningar för kommunernas namn. "Antesi" = Blomningstid.